# Гора (Борисовський район)
Гора (біл. вёска Гара) — село в складі Борисовського району Мінської області, Білорусь. Село підпорядковане Гливинській сільській раді, розташоване в північно-східній частині області.